# Prix Ahmed-Baba
Le prix Ahmed-Baba, dénommé prix Yambo-Ouologuem avant 2015, est un prix littéraire décerné à un auteur de nationalité africaine à l'issue du festival de la « Rentrée littéraire » qui se tient chaque année à Bamako au mois de février.
Les auteurs doivent obéir aux autres conditions suivantes : être publiés chez un éditeur africain établi en Afrique et avoir déjà publié au moins un précédent roman.
Le festival est l'occasion de décerner un autre prix, le prix Massa-Makhan-Diabaté.

## Lauréats
- 2015 : Sami Tchak (Togo) : L’ethnologue et le sage[2].
- 2016 : Jean Divassa Nyama (Gabon) : L'amère saveur de la liberté[3].
- 2017
- 2018 : Paul-Marie Traoré, Le fils Kabenji[4].
- 2019 : Mbarek Beyrouk (Mauritanie), Je suis seul[1].
- 2020 : Djawad Rostom Touati (Algérie), La civilisation de l'Erstaz[5]
- 2021 : Khalil Diallo (Sénégal), L’odyssée des oubliés[6].
- 2022 : Nassuf Djailani (Comores), Cette morsure trop vive[7].
- 2023 : Mohamed Abdallah, Le Vent a dit son nom[8].
- 2024: Walid Amri (Tunisie), Les Papillons de Lampedusa[9].